# استان آلیکانته
آلیکانته (به اسپانیایی: Alicante) استانی در شرق کشور اسپانیا واقع در جنوب بخش خودمختار بالنسیا است. این استان ۱۴۱ دهستان دارد.

## قلمرو و نیروی انسانی

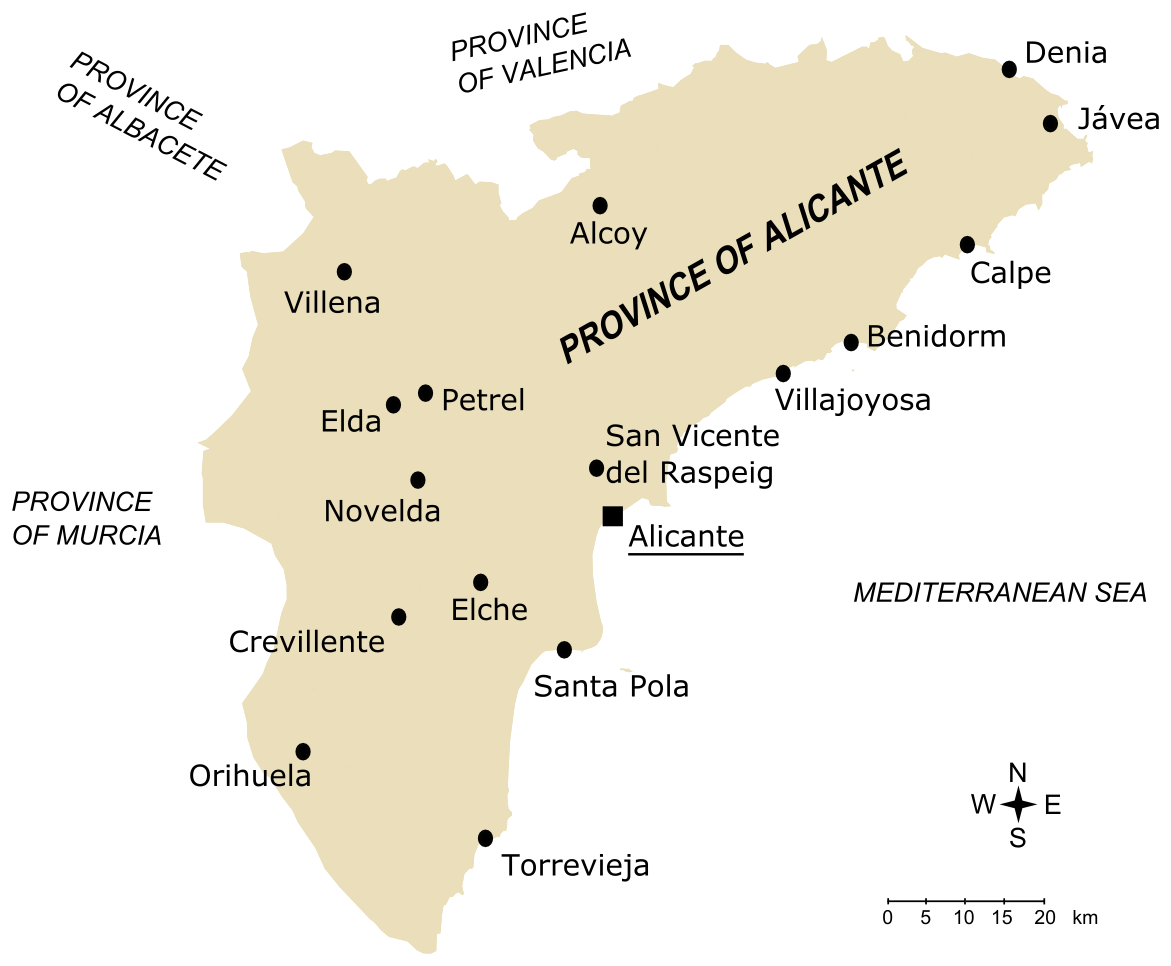
شهرستانهای استان آلیکانته

بر اساس آمار سال ۲۰۰۷، آلیکانته با ۱٬۸۲۵٬۲۶۴ نفر جمعیت، پنجمین استان پرجمعیت اسپانیا است که از بین آنها تعداد ۳۵۰٬۰۰۰ نفر خارجی هستند.
شهرهای زیر جمعیتی بیش از ۵۰٬۰۰۰ نفر دارند:
- آلیکانته (۳۲۶٬۶۷۳ نفر)
- الچه (۲۲۲٬۴۲۲ نفر)
- توره‌ویخا (۹۴٬۰۰۶ نفر)
- اریهولا (۸۰٬۴۶۸ نفر)
- بنیدرم (۶۹٬۰۵۸ نفر)
- آلکوی (۶۰٬۷۰۰ نفر)
- الدا (۵۵٬۲۸۹ نفر)

از بین پنجاه استان اسپانیا، آلیکانته تنها استان با سه کلان‌شهر است (آلیکانته-الچه، الدا-پترر، بنیدرم) 

## جغرافیا و آب و هوا

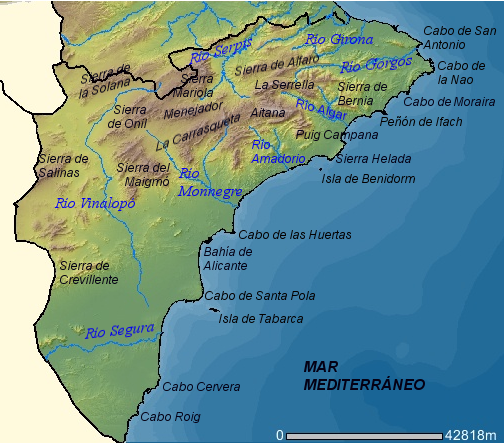
جغرافیای استان

شمال و غرب استان کوهستانی ولی جنوب آن هموار است.
بلندترین نقاط استان آیتانا (۱۵۵۸ متر)، پویگ کامپانا (۱۴۱۰ متر)، مونکابرر (۱۳۸۹ متر)، کاراسکال د آلکوی (۱۳۵۴ متر)، مایگمو (۱۲۹۶ متر)، سیرا د کرویلنته (۸۳۵ متر)، و المنتگو (۷۳۵ متر) هستند.
این برجستگی‌ها زیردسته رشته کوه‌های کوردیلرا هستند.

## اقتصاد
صنایع اولیه (شامل کشاورزی و ماهیگیری) بخش مهم تولیدات این استان را تشکیل می‌دهند.
همچنین توریسم یکی از صنایع درآمدزای استان است.
بسیاری از خانواده‌های نقاط مختلف اسپانیا و اروپا خانه‌ای ویلایی در آلیکانته دارند و تعطیلات را در این مکان می‌گذرانند.